# Josep Sanvenancio Merino
Josep Sanvenancio Merino (Riola, 1942) és un ex-pilotaire valencià, que en la posició de rest va marcar època en la història de la pilota valenciana, i de l'Escala i corda en particular, sota el malnom d'Eusebio.

## Palmarés
- Campió del Campionat Nacional d'Escala i Corda 1968 i 1982
- Subcampió del Campionat Nacional d'Escala i Corda 1969, 1971, 1978 i 1981